# 13 fantasmas
13 fantasmas (título original en Inglés: Thirteen ghosts) es una película de terror canadiense-estadounidense, dirigida por Steve Beck y protagonizada por Tony Shalhoub y Shannon Elizabeth. Estrenada el 26 de octubre de 2001, es una versión de Los trece fantasmas, que se estrenó en 1960.

## Argumento
El cazador de fantasmas Cyrus Kriticos (F. Murray Abraham) y su asistente psíquico Dennis Rafkin (Matthew Lillard) lideran un equipo en una misión para capturar un espíritu llamado Juggernaut (John DeSantis). Varios hombres, incluido un aparente Cyrus, son asesinados mientras el equipo es capaz de atrapar al fantasma.
El sobrino de Cyrus, Arthur (Tony Shalhoub), viudo, es informado por el abogado de bienes de Cyrus, Ben Moss (J. R. Bourne), que ha heredado la mansión de Cyrus. Financieramente inestable, Arthur decide mudarse allí con sus dos hijos, Kathy (Shannon Elizabeth) y Bobby (Alec Roberts), y su niñera Maggie (Rah Digga).
Haciéndose pasar por un inspector de la compañía eléctrica, Dennis se encuentra con la familia y Moss mientras visitan la mansión. La residencia está hecha de láminas de vidrio donde hay inscritas frases en latín que Dennis reconoce como hechizos de barrera. Mientras escudriña el sótano, Dennis es golpeado por destellos psíquicos y descubre que los doce fantasmas enojados que él y Cyrus capturaron están encarcelados en la casa, cautivos por los hechizos. Como Dennis le advierte a Arthur, Moss se desliza escaleras abajo y toma una maleta de dinero en efectivo, activando involuntariamente un mecanismo que sella la casa y libera a los fantasmas uno por uno. Muere cuando un conjunto de puertas correderas se cierra, cortándolo por la mitad. Bobby se escapa de Kathy y Maggie y entra en el sótano, donde ve a varios de los fantasmas, en particular al del Amante Marchitado, su madre Jean, quien había muerto por las heridas sufridas en el incendio de una casa. Él queda inconsciente y es arrastrado.
Usando un par de gafas espectrales que permiten al usuario ver el reino sobrenatural, Dennis convence a Maggie de que los fantasmas son reales. Dennis descubre que el Chacal, uno de los más peligrosos de los doce fantasmas, ha sido liberado y que la familia está en grave peligro. El Chacal ataca a Kathy cuando ella y Arthur entran al sótano en busca de Bobby, pero son salvados por Kalina Oretzia ( Embeth Davidtz), una liberadora de espíritus que intenta liberar a los fantasmas. Kathy desaparece poco después, y los cuatro adultos se reúnen en la biblioteca, donde Arthur se entera de que el fantasma de Jean está atrapado en la casa. Kalina explica que la casa es una máquina, alimentada por fantasmas cautivos, que le permite al usuario ver el pasado, el presente y el futuro. La única forma de apagarlo, dice ella, es a través de la creación de un decimotercer fantasma a partir de un sacrificio de amor puro. Arthur se da cuenta de que debe convertirse en ese fantasma al morir para salvar a sus hijos.
Armados con un panel de vidrio especial, Arthur y Dennis entran al sótano para encontrar a los niños. Dennis resguarda a Arthur en una esquina detrás del cristal, protegiéndolo pero permitiendo así que dos fantasmas, el Hammer y el Juggernaut, golpeen a Dennis hasta matarlo. Entonces se revela que Cyrus fingió su muerte para atraer a Arthur a la casa y que Kalina es su compañera secreta. Cyrus ha orquestado el secuestro de Kathy y Bobby para que Arthur se convierta en el  fantasma número trece, lo que no detendrá la máquina como había dicho Kalina, sino que desencadenará su activación. Cyrus mata a Kalina y convoca a los fantasmas para activar la máquina.
Arthur llega a la sala principal y es testigo de los doce fantasmas que orbitan un mecanismo de reloj de anillos de metal giratorios, con sus hijos en el centro. Al descubrir el verdadero destino de Cyrus, Arthur lucha contra Cyrus mientras que Maggie interrumpe los controles de la máquina, liberando a los fantasmas de su poder. Los fantasmas lanzan a Cyrus a los anillos, cortándolo en pedazos. Con el estímulo del fantasma de Dennis, Arthur salta a la máquina, evitando los anillos y salvando a sus hijos. Las paredes de la casa se rompen cuando la máquina que funciona mal se rompe, liberando a los fantasmas. Dennis sonríe a Arthur y se marcha, y el fantasma de Jean aparece ante la familia y les dice que los ama antes de que ella y todos los demás fantasmas desaparezcan. Cuando la familia se va de la casa, Maggie anuncia que renuncia a su trabajo.

## Máquina de Basilio
La máquina de Basilio es descrita por Kalina como una máquina similar a una casa "diseñada por el diablo e impulsada por los muertos". Se parece físicamente a una mansión de dos pisos con paredes de vidrio de ectobar (material ficticio propuesto por el filme) en las que hay grabados hechizos de contención en latín; en el centro de la casa hay un núcleo central de enormes engranajes mecánicos y una serie giratoria de anillos. Requiere trece espíritus terrenales, todos los cuales representan el Zodiaco Negro para poder trabajar. Una vez que la máquina está activada, supuestamente abrirá el Ocularis Infernum (latín para "El ojo del infierno") que otorga al usuario el poder de predecir el futuro.
De acuerdo con el guion del filme, la máquina lleva el nombre de un astrólogo del siglo XV llamado Basileus, quien creó los planos para la máquina en el libro Arcanum mientras estaba bajo posesión demoníaca, y la máquina fue construida por Cyrus Kriticos casi 600 años después. Sin embargo, fue destruida antes de que pudiera conseguir el decimotercer fantasma necesario para completar el Zodiaco Negro y abrir el Ocularis.

## Fantasmas
El orden en el que están dispuestos se define proporcionalmente a la intensidad del daño que pueden provocar. La historia de los 13 fantasmas es narrada en una opción del menú principal en el formato DVD. Los Trece Fantasmas que conforman al Zodiaco Negro son:
1.- El Hijo Primogénito (Primus Filius): es el fantasma de la representación oscura del signo zodiacal de Aries. Billy Michaels era un niño que estaba obsesionado con las películas del oeste y  gustaba de jugar a ser un vaquero. Un día, otro niño lo retó a un duelo. Desafortunadamente, ese chico tenia un arma que disparaba verdaderas flechas de acero, una de las cuales lo mató. A diferencia de otros fantasmas, no representa una mayor amenaza y sólo dice que quiere jugar.
2.- El Torso (Truncus): el fantasma de la representación oscura de Tauro, y también el símbolo de la Primavera de la Mala Fortuna. Jimmy Gambino era un apostador cerca del año 1900. Cuando perdió una apuesta de boxeo que no podia pagar, fue secuestrado y asesinado por la mafia, tras lo cual su cuerpo fue despedazado y arrojado al océano. Ahora, su fantasma es solamente un torso, con una cabeza cercana, y es más neutral que hostil.
3.- La Mujer Atada (Soror Dira): el fantasma de la representación oscura de Géminis. Susan LeGrow era la joven más adinerada del pueblo y muy popular. Su problema era que le gustaba utilizar a los hombres. El día de su baile de graduación fue asesinada por su ex, Chet Walters, al sorprenderla con otro muchacho. Aún lleva puesto su vestido de graduación, con sus brazos atados con sogas.
4.- La Amante Marchita (Amator Marcidus): el fantasma de la representación oscura de Cáncer. Jean Kriticos era una esposa y madre feliz y devota. Falleció en el hospital a causa de graves quemaduras. Su fantasma es benevolente.
5.- El Príncipe Desgarrado (Eques Scissus): el fantasma de la representación oscura de Leo, y el símbolo del Verano Explosivo.  Royce Clayton era un habilidoso y reconocido jugador adolescente de beisbol en la década de 1940, quien había llamado la atención de varias universidades del país. Murió en un accidente provocado por alguien envidioso que quiso cortarle los frenos del auto, lo que causó que el vehículo se volcara en medio de una carrera. Su fantasma tiene su cuerpo desgarrado en muchas partes, luego de haber sido arrastrado en el auto, y aún lleva el bate de beisbol que utilizaba, lo que lo convierte en uno de los fantasmas más violentos.
6.- La Princesa Resentida (Sibi Mortem Consciscere): el fantasma de la representación oscura de Virgo. Dana Newman era una hermosa mujer de fines de los 1900 que fue bendecida con la belleza de una diosa, pero bajo la maldición de no saber reconocerlo. Desde joven, siempre había sido acomplejada y a raíz de eso, sufría abusos verbales y cuasi sexuales. Se sometió a diversas cirugías plásticas para corregir sus supuestos defectos y, después que un fallido experimento mutilara su ojo, se desnudó en una bañera de la clínica y se cortó las venas de su cuerpo con un cuchillo bien afilado hasta morir desangrada. Su fantasma suele estar completamente desnudo, con cicatrices de sus cortes y bañado de sangre, y lleva el mismo cuchillo con el que se mató.
7.- La Peregrina: el fantasma del la representación oscura de Libra. Isabella Smith era una huérfana de Inglaterra que llegó al Nuevo Mundo como colona para comenzar una nueva vida. Cuando las cosechas y los animales comenzaron a morir, fue utilizada como chivo expiatorio, acusada de brujería, acusaciones que ella negaba. Quedó atrapada en un granero incenciado aunque logró escapar. Fue posteriormente condenada a la picota (la cual todavía lleva consigo) donde murió de inanición.
8.- El Niño Deforme (Mures): el fantasma de la representación oscura de Escorpio y el símbolo del Otoño del Instinto Dramático. Harold Shelbourne era un hombre que necesitaba cuidados especiales, llevando pañales y siendo alimentado con una cuchara aún siendo adulto. Luego de ser burlado constantemente y que su madre fuera asesinada, causó una masacre en el circo de fenómenos donde él y su madre pertenecían. Posteriormente, el dueño del circo lo hizo mutilar. Su fantasma aparece con un babero con vómitos, apenas un mechón de pelo, pañales y el hacha con la cual causó la masacre en el circo.
9 -. La Madre Hiriente: el fantasma de la representación oscura de Sagitario. Margaret Shelbourne, madre de Harold, era una tímida mujer de tan solo tres pies de altura. Fue violada en el circo de fenómenos por el Hombre Alto, quedando embarazada de Harold, a quien amaba más que a ella misma. Margaret constantemente lo malcriaba obsesivamente, nunca permitiendo que Harold se desarrolle, lo cual fue la razón del pobre estado mental de su hijo. Sus fantasmas suelen estar juntos. Al igual que el Torso, el fantasma de Margaret no es agresivo.
10.- El Martillo (Malleus Ignis): el fantasma de la representación oscura de Capricornio. George Markeley era un herrero y hombre de familia, quien fue acusado falsamente de robo. Cuando fue amenazado para que se vaya del pueblo del Oeste donde vivía, el se negó, tras lo cual su familia fue linchada por un hombre llamado Nathan y su banda. George tomó su martillo de herrero y asesinó a los responsables, pero fue atrapado y atado con alambres de punta a un árbol. Le cortaron su mano y en el muñón le colocaron el martillo. Su espíritu es uno de los más violentos.
11.- El Chacal (Canis aureus): el fantasma de la representación oscura de Acuario y el símbolo del Invierno Infernal. Ryan Khun nació en 1887, hijo de una prostituta. Solía violar y matar prostitutas hasta que voluntariamente se sometió a un tratamiento en el Instituto Borehamwood para calmar sus instintos. Sin embargo, los años de confinamiento solitario lo enloquecieron aún más, y luego de romper su camisa de fuerza su cabeza fue colocada en una caja, con lo cual aumentó su desprecio hacia la humanidad. Su fantasma aun lleva la camisa de fuerza rota y la jaula alrededor de la cabeza.
12.- El Krisna (Titan): el fantasma de la representación oscura de Piscis. Horace "Breaker" Mahoney nació con serias desfiguraciones, por lo cual fue un triste marginado toda su vida. Tras ser abandonado por su madre, comenzó a trabajar en el depósito de chatarra de su padre, donde, gracias a su gran fuerza, ayudaba a despedazar autos. Pero un día, luego de la muerte de su padre, enloqueció radicalmente. Empezó a secuestrar conductores en la autopista, los despedazaba solo con sus manos y con sus restos alimentaba a sus perros. Finalmente fue encontrado y arrestado, pero cuando se desprendió fácilmente de sus esposas, recibió un disparo por parte de un integrante del equipo SWAT. Como un fantasma, permanece en el depósito, con su cuerpo con heridas de bala, asesinado intrusos. Es el fantasma más maligno y peligroso.

El décimo tercer fantasma en representación al signo escondido de Ofiuco, El Corazón Roto (corde tacita), es un fantasma que se forma cuando un hombre sacrifica su vida por un ser amado colocado en el centro de la máquina.

## Reparto
| Actor             | Personaje                              |
| ----------------- | -------------------------------------- |
| Tony Shalhoub     | Arthur Kriticos / El Corazón Roto      |
| Matthew Lillard   | Dennis Rafkin                          |
| Embeth Davidtz    | Kalina Oretzia                         |
| Shannon Elizabeth | Kathy Kriticos                         |
| Alec Roberts      | Bobby Kriticos                         |
| Rah Digga         | Maggie Bess                            |
| F. Murray Abraham | Cyrus Kriticos                         |
| J.R. Bourne       | Ben Moss                               |
| Mikhael Speidel   | Billy Michaels / El Hijo Primogénito   |
| Daniel Wesley     | Jimmy "The Gambler" Gambino / El Torso |
| Laura Mennell     | Susan LeGrow / La Mujer Atada          |
| Kathryn Anderson  | Jean Kriticos / La Amante Marchita     |
| Craig Olejnik     | Royce Clayton / El Príncipe Desgarrado |
| Shawna Loyer      | Dana Newman / La Princesa Resentida    |
| Xantha Radley     | Isabella Smith / La Peregrina          |
| C. Ernst Harth    | Harold Shelburne / El Niño Deforme     |
| Laurie Soper      | Margaret Shelburne / La Madre Hiriente |
| Herbert Duncanson | George Markley / El Martillo           |
| Shayne Wyler      | Ryan Kuhn / El Chacal                  |
| John DeSantis     | Horace "Breaker" Mahoney / El Krisna   |
| Ken Kirzinger     | Station Stunt performer                |

## Lanzamiento y taquilla
La película fue estrenada el 26 de octubre de 2001 y su presupuesto fue de $42 millones. En los EE.UU., la película quedó en segundo lugar, por lo que recaudó $15.165.355. Estuvo 10 semanas en la taquilla de Estados Unidos, recaudando $41.867.960 en el país, y $ 68.467.960 en todo el mundo.